# Konrad II Otto
Konrád II Ota, Konrad II Otto (ur. w 1135, zm. 9 września 1191 w Neapolu) – książę Czech z dynastii Przemyślidów panujący w latach 1182 i 1189–1191, w latach 1182–1191 był margrabią Moraw (jako Konrad III).
Był synem księcia Konrada II Znojemskiego i Marii serbskiej.
W 1182 został powołany na tron praski przez możnowładców, niechętnych księciu Fryderykowi. Wygnany Fryderyk schronił się wówczas na dworze cesarza Fryderyka I Barbarossy. Na sejmie rzeszy w Ratyzbonie zastraszeni Czesi zgodzili się ponownie przyjąć Fryderyka za księcia. Cesarz w ramach rekompensaty mianował Konrada II margrabią i postawił go na czele wyjętych spod jurysdykcji czeskiej Moraw. Odtąd ziemie te miały być bezpośrednim lennem cesarskim. Stało to się jednak przyczyną wojny czesko-morawskiej w 1185. Ostatecznie Konrad II został zmuszony uznać zwierzchność książąt czeskich.
W 1189 Konrad II Otto został ostatecznie księciem czeskim, rezygnując z tytułu margrabiego. Państwo Przemyślidów zostało zjednoczone.
W tym też roku wydał pierwszy zbiór praw czeskich zwany statutem Konrada II Ottona.
W 1190 jako władca Czech towarzyszył w wyprawie koronacyjnej Henryka VI do Włoch. Tam też umarł w wyniku zarazy.
Żoną Konrada była poślubiona w 1176 roku Hellicha, córka palatyna Ottona (zm. 1189) z dynastii Wittelsbachów, bratanica księcia Bawarii Ottona I Wittelsbacha. Konrad i Hellicha nie mieli potomstwa, żona księcia zmarła po 1214 roku.